# Aspin-en-Lavedan
 Aspin-en-Lavedan  es una población y comuna francesa, situada en la región de Mediodía-Pirineos, departamento de Altos Pirineos, en el distrito de Argelès-Gazost y cantón de Lourdes-Ouest.

## Geografía
Municipio situado en el área urbana de Lourdes Lavedan

## Demografía
| 185 | 173 | 227 | 257 | 256 | 223 | 234 |
| Para los censos de 1962 a 1999 la población legal corresponde a la población sin duplicidades (Fuente: INSEE [Consultar]) |     |     |     |     |     |     |